# Serpent
Serpent je zgodovinsko leseno basovsko trobilo, sorodno cinku. Leta 1590 naj bi ga v Auxerru (Francija) iznašel kanonik Edmé Guillaume. Oblika serpenta je podobna kači (od tod tudi ime), zavita, konično brušena cev, je praviloma izdelana iz orehovine, izjemoma je kovinska. V zgornji, ožji del cevi, je nameščena pravokotno zvita kovinska cevka, ki drži ustnik. Ustnik je narejen iz roževine (živalskih rogov, slonovine), redkeje iz kovine. Je kotlaste oblike in je podoben ostalim trobilnim ustnikom.
Glasbilo se je v splošni uporabi ohranilo do 19. stoletja.